# Gobierno de la Oscuridad
El Gobierno de la Oscuridad, abreviado como G.O.D. (Gobierno de la OscuriDad), es una organización de la serie de televisión Kamen Rider X.

## Miembros
- Apollo Geist (8-14, 16-21) - Jefe de Seguridad de G.O.D.
- King Dark (21-22, película, 32, 35) - Después de la destrucción de Apollo Geist, King Dark dirige la batalla contra Kamen Rider X
- Dr. Norai - Tras la derrota de King Dark, Dr. Norai se revela como el Gran Líder de G.O.D.

### Monstruos
Los Monstruos the G.O.D. están divididos en dos grupos:

#### Shinwakaijin
Estos monstruos están basados en criaturas de la Mitología Griega:
- Neptune (1, 27, película) -
- Pannic (2, película) -
- Hercules (3, 21, película) -
- Medusa (4, 21, 27, película) -
- Cyclops (5, película) -
- Minotaur (6) -
- Icarus (7, película) -
- Atlas (8, película) -
- Mach Achilles (9, 10, 21, 28, película) -
- Prometheus (10, 21, película) -
- Hydra (11, película) -
- Chimera (12, 27, película) -
- Ulysses (13, 21, película) -
- Chronos (15, 16, película) -
- Cerberus (16, película) -
- Alseides (17, película) -
- Cadeus (18, película) -

#### Akuninkaijin
Estos monstruos están basados en animales reales o ficticios:
- Ogle-Dagger (19) -
- Salamander-Gong (20, 28) -
- Ghengis Khan-Condor (21, película) -
- Toad-Goeman (21-22, película) -
- Scorpion-Geronimo (22-24) -
- Horned Beetle-Lupin (21, 25) -
- Franken Bat (película) -
- Starfish-Hitler (26) -
- Spider-Napoleon (28) -
- Chameleon-Phantom (29) -
- Leech Dracula (30) -
- Lizard Viking (31) -
- Ant Capone (32) -
- Centipede Youkihi (33) -
- Tiger Nero (34) -
- Scorpion-Geronimo Jr. (35) -